# George Fotino
George (Gheorghe) Fotino (n. 31 iulie 1896, Craiova, România – d. 28 iunie 1969, București, România) a fost un jurist și istoric român, membru corespondent al Academiei Române. A luptat în Primul Război Mondial și a fost decorat cu Ordinul Virtutea Militară, pentru meritele din bătălia de la Mărășești.

## Educație și carieră
După ce a terminat studiile liceale la Craiova și București, a absolvit Facultatea de Litere și Filosofie din cadrul Universității din București.
A fost profesor de istorie a dreptului românesc la Universitatea din Bucureșt și decan al Facultății de Drept. Între 1964-1969, a fost cercetător principal la Institutul de Istorie „Nicolae Iorga”.
Ca istoric s-a interesat foarte mult de familia Goleștilor și are meritul de a fi descoperit și publicat documente privitoare la această familie: Din vremea renașterii naționale a Țării Românești. Boierii Golești - 4 volume. La înființarea Așezământului cultural „Ion I.C. Brătianu” (1928), a fost numit director al bibliotecii instituției. Tot el este cel care în 1940 a început restaurarea reședinței Goleștilor și a pus bazele Muzeului Viticulturii și Pomiculturii din Golești, județul Argeș.
A fost membru al Societății pentru Istoria Dreptului din Paris începând cu anul 1930. Pentru activitatea sa de promovare a legăturilor româno-franceze a primit din partea statului francez titlul de Ofițer al Legiunii de Onoare franceze.
George Fotino a fost atras de cultură clasică și s-a specializat în limba greacă. A tradus tragediile lui Sofocle: Aias, Electra, Filoctet, Oedip la Colonos, Antigona. 
George Fotino a fost Ministru al Cooperației în Guvernul Sănătescu (4 noiembrie 1944 - 6 decembrie 1944) și în Guvernul Rădescu (4 decembrie 1944 - 28 februarie 1945). În perioada 1949 - 1956 a fost deținut politic.
În 1945, Academia Română l-a ales membru corespondent. Din motive politice, i-a fost retras acest titlu în timpul regimului comunist.

## Opera
A lăsat în urma sa lucrări valoroase despre vechiul drept consuetudinar românesc, pe care prin cercetările sale a încercat să-l reconstituie, dar și despre instituția moștenirii în vechiul drept românesc.
- Încercări de vechi drept românesc. Obiceiuri la fixarea hotarelor (1925);
- Contribuțiuni la studiul regimului succesoral în vechiul drept consuetudinar românesc (1927);
- Din vremea renașterii naționale a Țării Românești. Boierii Golești (4 volume, 1939);
- Statele Unite ale Americii și Principatele Unite (1964);
- Relațiile diplomatice ale României cu Statele Unite ale Americii de Nord în anii 1859 - 1918 (1967).